# Parabactridium
Parabactridium is een geslacht van Phasmatodea uit de familie Phasmatidae. De wetenschappelijke naam van dit geslacht is voor het eerst geldig gepubliceerd in 1908 door Redtenbacher.

## Soorten
Het geslacht Parabactridium is monotypisch en omvat slechts de volgende soort:
- Parabactridium mirum Redtenbacher, 1908